# 羽仁翹
羽仁 翹（はに ぎょう、1931年3月3日 - 2004年10月28日）は日本のジャーナリスト、学校法人自由学園の3代目学園長。

## 人物・来歴
羽仁賢良の三男として生まれる。羽仁吉一は叔父にあたる。自由学園初等部、男子部を経て、同最高学部を1953年に卒業。英字新聞ジャパンタイムズに入社する。
- 1960年、フルブライト全給費奨学生として米国コロンビア大学ジャーナリズム大学院に入学。修士号を得て卒業。
- 1977年、ジャパンタイムスの取締役編集局長になる。
- 1982年、同編集担当を務める。
- 1985年、退社し自由学園の副学園長に就任。
- 1990年、学園長就任。
- 2004年、退任し名誉学園長となる。10月28日、胃癌のため死去[1]。